# 學園與草地網球俱樂部
學園與草地網球俱樂部（英語：Lyceum and Lawn Tennis Club）是古巴一個女子文化、社會和身體健康組織，他為當地建立了第一所免費公共圖書館與第一家兒童圖書館，並首次向該國圖書管理員教授基礎課程。該團體在1929年於首都哈瓦那創立，並由女權主義者、記者以及主張婦女有權參政者貝爾塔·馬丁內斯·馬爾克斯·阿羅森納（西班牙語：Berta Arocena de Martínez Márquez）擔任首任主席。

## 早期歷史
1929年，在其他西班牙語國家相繼成立類似的女子社會組織後，13名古巴女性人物貝爾塔·阿羅森納（Berta Arocena）、卡門·卡斯特拉諾斯（Carmen Castellanos）、杜爾塞·瑪麗亞·卡斯特拉諾斯（Dulce María Castellanos）、卡梅莉娜·關切（Carmelina Guanche）、麗貝卡·古鐵雷斯（Rebeca Gutiérrez）、馬蒂爾德·馬丁內斯·馬爾克斯（Matilde Martínez Márquez）、莉蓮·梅德蘿斯（Lillian Mederos）、蕾嫩·門德斯·卡波特（Reneé Méndez Capote）、莎拉·門德斯·卡波特（Sarah Méndez Capote）、瑪麗亞·特雷莎·莫蕾（María Teresa Moré）、艾麗西亞·聖塔瑪麗亞（Alicia Santamaría）、奧費莉亞·托梅（Ofelia Tomé）和瑪麗亞·霍塞法·維道爾蕾塔（María Josefa Vidaurreta）決定於該國首都哈瓦那建立一個名叫「學園」（Lyceum）的社會團體，並由貝爾塔·阿羅森納擔任首任主席。那段時期在當地創建的自由與文化組織還包括了「聯合俱樂部」（Union Club）以及「韋達多網球俱樂部」（Vedado Tennis Club），他們與「學園」一樣均以古巴籍成員為主。

## 合併
1939年，「學園」決定和「女子網球會」（Tennis de Señoritas）合併，並更名為「學園與草地網球俱樂部」，當時其定位為一個包含「教育、公共服務、美術、音樂以及民主之組織」。該團體後來亦出版了一本名叫「學園雜誌」（Revista Lyceum）的月刊，其助理總編輯是米爾塔·阿古伊爾蕾（Mirta Aguirre）。除此之外，學園與草地網球俱樂部為當地成立了該國第一所免費公共圖書館和第一家兒童圖書館，並首次提供圖書管理員訓練課程。該組織隨後更利用其展覽禮堂舉辦不少著名美術活動，例如於1942年曾成功進行關於巴勃羅·畢卡索之藝術活動。

## 解散
1968年，時任古巴領導人菲德爾·卡斯楚決定解散學園與草地網球俱樂部，當時很多成員因而流亡別國，後來在同年於美國佛羅里達州邁阿密建立的「古巴女子俱樂部」（The Cuban Women's Club）被視為該組織的延續。